# Alain Cuniot
Pour les articles homonymes, voir Cuniot.
Alain Maurice Germain Cuniot , né le 25 mai 1929 à Reims et mort le 19 mai 2010 à Paris, est un réalisateur, acteur, metteur en scène de théâtre et écrivain français.
Il tourne plusieurs films, dont deux longs métrages, au cours des années 1960.
Il a exercé diverses activités : comédien, metteur en scène, producteur, éditeur, critique théâtral, chroniqueur scientifique, poète, conférencier, fondateur de cafés-théâtres, essayiste, animateur culturel…
En 1986, il fonde le Festival Sciences et Illusions qu'il organise avec Vincent Frézal et qui vise à démystifier les affirmations des partisans du paranormal. Subventionné par les ministères de la recherche et de la culture, ce festival s'est entouré d'un Comité scientifique de premier plan, regroupant de nombreuses personnalités nationales et internationales, de la médecine, des lettres, des arts et de la culture, dont Gérard Majax.

## Filmographie
Courts métrages
- 1962 : L'Éveil
- 1962 : La Naturalisée
- 1962 : Jeanne et Jacques
- 1964 : Le Rond-point des impasses
- 1965 : Escalier sur cour

Longs métrages
- 1966 : L'Or et le Plomb
- 1969 : La Désirade

## Publications
- Bubutz, pièce possible en 41 panneaux. Suivie de Amour un, poèmes complémentaires, Éditions du Cercle, 1971
- Outrage aux bonnes mœurs, pièce en trois actes, avec Éric Westphal et Raymond Gerbal, L'avant-Scène, 1983
- Incroyable, mais faux ! Essai critique sur l'obscurantisme moderne, préface d'Albert Jacquard, L'Horizon chimérique, 1989
- Il n'y a pas de folies douces, avec Iryna Mylymuk et Daniel Beysens, Book-e-book.com, 2005

## Pour approfondir